# Carry on, Jeeves
Carry On, Jeeves ist eine Sammlung von zehn heiteren Kurzgeschichten des britisch-amerikanischen Schriftsteller P. G. Wodehouse, die in Großbritannien am 9. Oktober 1925 in Buchform erstmals veröffentlicht wurden, zuvor jedoch als Artikel in britischen und US-amerikanischen Zeitschriften und Magazinen erschienen waren. In den USA kam die Kurzgeschichtensammlung am 7. Oktober 1927 auf den Markt. Protagonisten aller Kurzgeschichten ist Bertie Wooster und sein Kammerdiener Jeeves.
Der Veröffentlichung von Carry on, Jeeves war die Kurzgeschichtensammlung Der unvergleichliche Jeeves vorausgegangen. Der erste Wodehouse-Roman mit Jeeves und Wooster als Protagonisten erschien erst 1934 unter dem Titel Bertie in wilder Erwartung.

## Inhalt
Enthalten ist in dieser Sammlung auch die Kurzgeschichte Jeeves übernimmt das Ruder, die von der ersten Begegnung zwischen Bertram Wooster mit seinem Kammerdiener erzählt. Sechs der zehn Kurzgeschichten waren zuvor bereits in der 1919 veröffentlichten Kurzgeschichtensammlung My Man Jeeves erschienen, wurden aber teils für diese Sammlung überarbeitet. In My Man Jeeves wurden einige der Geschichten von Reggie Pepper erzählt, einem Vorläufer der Figur Bertie Wooster. Bei zwei von diesen Geschichten wurde das Handlungsgerüst beibehalten, jedoch als Jeeves und Wooster-Geschichte erzählt mit einem Handlungsort in Großbritannien statt in den Vereinigten Staaten.
Neben Tante Agatha, die der Grund ist, dass einige der Kurzgeschichten in den Vereinigten Staaten spielen, werden erstmals erwähnt Florence Craye, eine wiederkehrende Verlobte von Bertie Wooster; ihr Bruder Edwin, der als Pfadfinder stets mit seinen guten Taten hinterherhinkt; Tante Dahlia und die von ihr herausgegebene Zeitschrift Milady's Boudoir; der Nervenarzt Roderick Glossop und seine Tochter Honoria sowie Bingo und Rosie Little.

## Die einzelnen Kurzgeschichten
- „Jeeves Takes Charge“, deutscher Titel: Jeeves übernimmt das Ruder
- „The Artistic Career of Corky“
- „Jeeves and the Unbidden Guest“
- „Jeeves and the Hard-Boiled Egg“
- „The Aunt and the Sluggard“
- „The Rummy Affair of Old Biffy“
- „Without the Option“
- „Fixing It for Freddie“
- „Clustering Round Young Bingo“. Die Kurzgeschichte führt u. a. Tante Dahlia ein.
- „Bertie Changes His Mind“

## Einzelbelege
1. ↑  McIlvaine, E., Sherby, L.S. and Heineman, J.H. (1990) P.G. Wodehouse: A comprehensive bibliography and checklist. New York: James H. Heineman, ISBN 0-87008-125-X. S. 47–49.
2. ↑   Usborne: Plum Sauce. A P. G. Wodehouse Companion., S. 149
3. ↑   Usborne: Plum Sauce. A P. G. Wodehouse Companion., S. 158